# Gui Ye Chasma
Il Gui Ye Chasma è una struttura geologica della superficie di Venere.